# Římskokatolická farnost Strachotín
Římskokatolická farnost Strachotín je územním společenstvím římských katolíků v rámci hustopečského děkanství brněnské diecéze s farním kostelem svatého Oldřicha.

## Historie farnosti
Kostel svatého Oldřicha stojí na jižním okraji vesnice. Vznikl již ve 13. století a patří k nejstarším gotickým kostelům v okrese Břeclav. Byl podstatně upravován v letech 1575 a 1872, kdy dostal nynější podobu.
Farní budova pochází z konce 18. století, důkladnou opravou prošla v devadesátých letech 20. století.

## Duchovní správci
Administrátorem excurrendo byl od 1. srpna 2011 R. D. Mgr. Jiří Grmolec ze Šakvic. S platností od 1. srpna 2019 byl novým administrátorem excurrendo jmenován R. D. Jan Nekuda.

## Bohoslužby
| Kostel           | Místo      | Bohoslužba (den)     | Hodina                           | Poznámka     |
| ---------------- | ---------- | -------------------- | -------------------------------- | ------------ |
| svatého Oldřicha | Strachotín | neděle středa sobota | 11.00 17.00 18.00 (nepravidelně) | Farní kostel |

## Aktivity farnosti
Dnem vzájemných modliteb farností za bohoslovce a bohoslovců za farnosti brněnské diecéze je 26. říjen. Adorační den připadá na 25. června.
Každoročně se zde koná tříkrálová sbírka. V roce 2015 se při ní vybralo 11 440 korun.Při sbírce v roce 2016 činil výtěžek 8 965 korun. V roce 2016 se ve farnosti při sbírce vybralo 18 968 korun.